# Cabeço do Alveriano
O Cabeço do Alveriano é uma elevação portuguesa localizada no concelho da Madalena, ilha do Pico, arquipélago dos Açores.
Este acidente geológico tem o seu ponto mais elevado a 1036 metros de altitude acima do nível do mar. Esta formação encontra-se nas imediações do Cabeço Coiro, do Cabeço do João Duarte e do Pico da Urze. Junto do seu sopé passa a Ribeira da Borda do Mistério.